# Дельта Невы
Дельта Невы — речная дельта Невы. Здесь находится историческая часть города Санкт-Петербурга, начавшая застраиваться с момента основания города, и к началу XX века практически полностью застроенная.

## История
До начала застройки города в дельте в основном были плавни. Большая часть дельты Невы болотиста, прорезана густой сетью рукавов и проток.
Дельта была заселена различными народами: здесь располагались исторические поселения, такие как Калинкина деревня (финское). Дельту реки окружали и другие поселения — такие как Автово (финское), Ниеншанц (шведское) и прочие.
Застройка города началась в 1703 году закладкой Санкт-Петербурга. Многие острова получили особое назначение и были использованы для целевой застройки. Небольшие острова застраивались оборонительными и дворцовыми сооружениями (Заячий остров, Новая Голландия, Подзорный остров). Более крупные острова застраивались в основном жилыми и промышленными (Ново-Адмиралтейский остров, Галерный остров) сооружениями.
Когда городу не хватало островов, производилась намывка территорий и обустройство каналов. В частности, были намыты остров Летний сад (прорытием Лебяжьей канавки), острова, на которых стоят Адмиралтейство (постройкой Адмиралтейского рва) и Михайловский замок (прорытием Воскресенского канала).

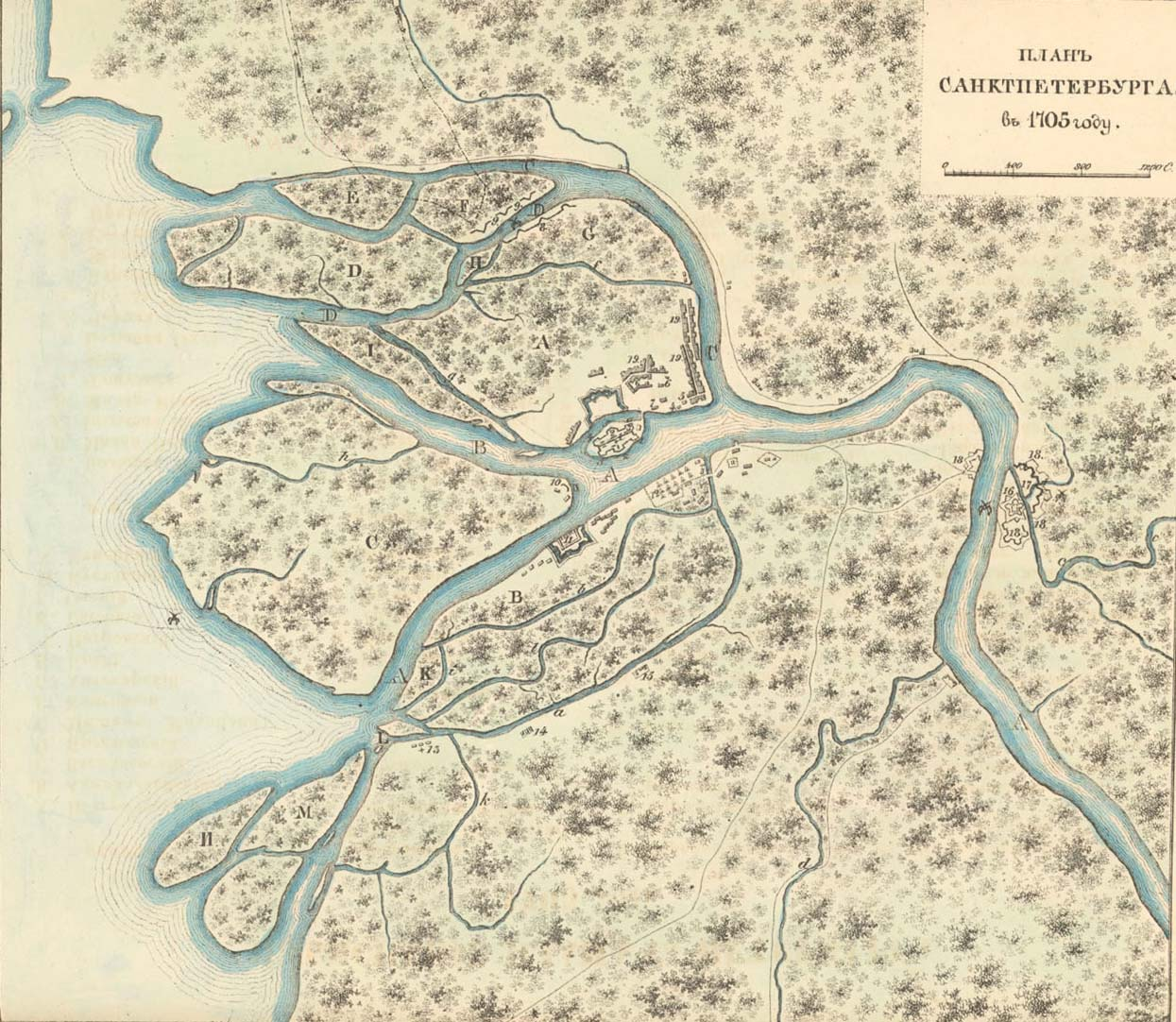
Дельта Невы на плане 1705 года

В первой половине XIX века дельта Невы была искусственно увеличена за счёт большого количества прорытых каналов. Это создание проток преследовало ряд целей: во-первых, реки были источниками водоснабжения горожан; во-вторых, Пётр I и его ближайшие сторонники активно реализовывали идею морского города, культивировали в жителях Санкт-Петербурга «Морской характер»; в-третьих, обилие водных преград служило определённой защитой от пожаров, подобных пожарам 1736—1737 годов, когда практически полностью выгорела адмиралтейская часть. Предполагалось, что максимальным вредом от пожара может стать уничтожение застройки одного из островов. К тому же каналы выполняли мелиоративную функцию, способствовали осушению болот Санкт-Петербурга. Часть каналов превращалась в стоки нечистот, производимых городом.
Часть островов (Каменный остров и Кировские острова) до начала XXI века была отдана под рекреационные зоны.

## Характеристики дельты Невы

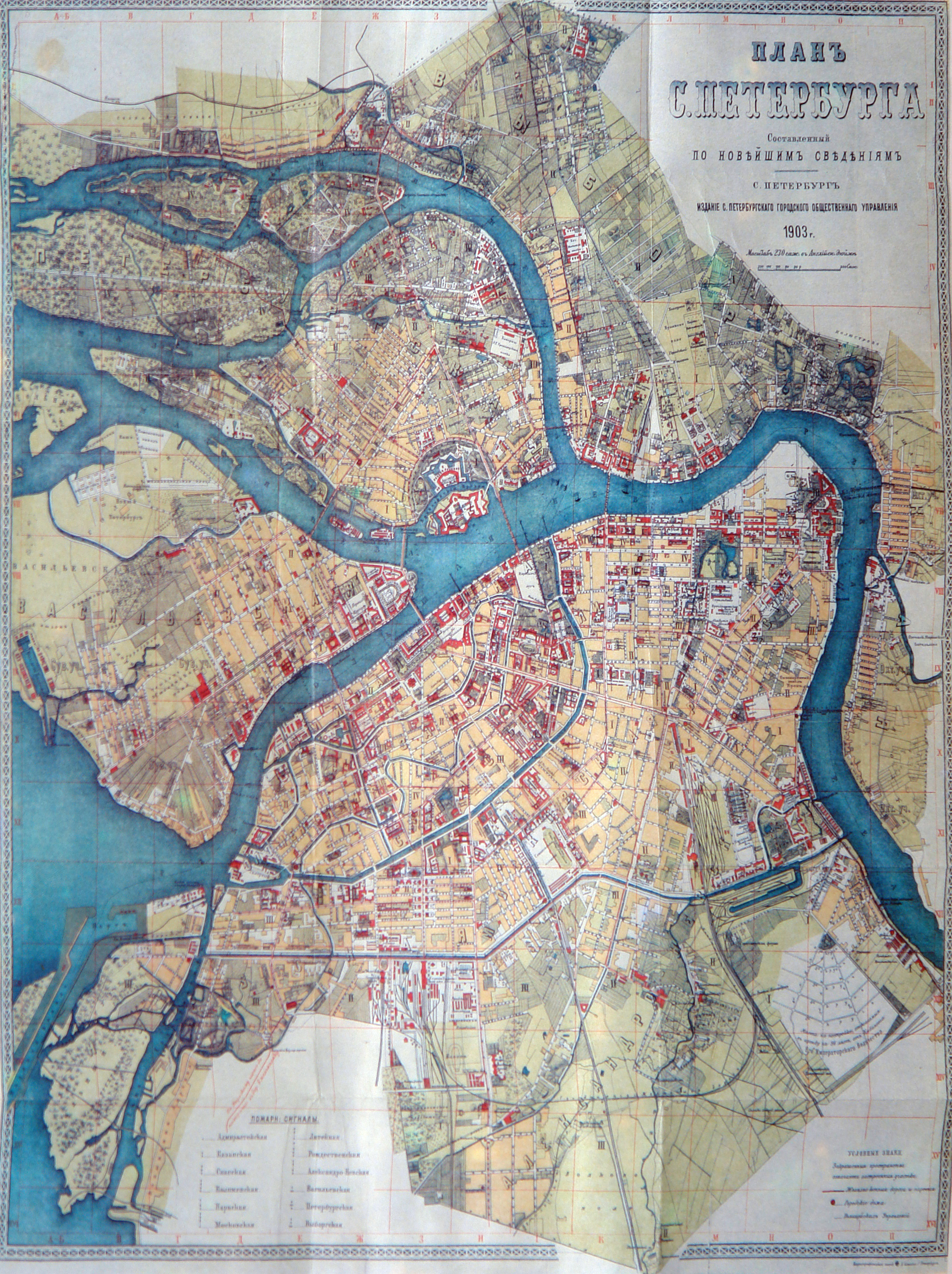
Дельта Невы на плане 1903 года

По состоянию на 1980-е годы территорию Ленинграда прорезали 86 рек и каналов общей протяжённостью 300 км. Площадь дельты Невы — около 83 км².
Шесть рек дельты Невы — это водные артерии шириной от 100 до 600 м, местами увеличиваясь до 1 км; их общая длина — 46,5 км.
Существует колебание уровня воды в Санкт-Петербурге. В отличие от других рек, Неве не присущи весенние разливы: зеркало Ладожского озера является естественным регулятором равномерного стока воды. Из-за этого наносы в дельте Невы песка (бара) не столь значительны. Изменения уровня воды в Санкт-Петербурге в основном происходит за счёт ветрового нагона воды из Финского залива.
Для предупреждения населения о наводнениях в городе функционирует особая служба, задачей которой является мониторинг уровня воды.
Дельта Невы является туристическим объектом, большое количество судов перевозят пассажиров по туристическим маршрутам под общим названием «прогулки по рекам и каналам». Ространснадзор оценивал их количество примерно в 400 катеров и теплоходов в навигацию 2010 года. После ряда аварий и происшествий для упорядочивания речного движения практически на всех притоках Невы было введено одностороннее движение. Особенностью движения судов в дельте Невы также является то, что проход судов разрешён под всеми переправами, кроме Казанского моста.